# Leninogorsky (distrito)
Leninogorsky é um distrito do Tartaristão, uma das repúblicas da Rússia.